# Campeonato Citadino de Porto Alegre 1917
In 1917 werd het achtste Campeonato Citadino de Porto Alegre gespeeld voor voetbalclubs uit de Braziliaanse staat Porto Alegre, de hoofdstad van Rio Grande do Sul. De competities werd georganiseerd door de FSRG (Federação Sportiva Rio Grandense) en werd gespeeld van 27 mei tot 21 oktober. Internacional werd kampioen. 

## Eindstand
| Plaats | Club          | Wed. | W | G | V | Saldo | Ptn. |
| ------ | ------------- | ---- | - | - | - | ----- | ---- |
| 1.     | Internacional | 8    | 8 | 0 | 0 | 35:2  | 16   |
| 2.     | Cruzeiro      | 3    | 1 | 0 | 2 | 7:5   | 2    |
| 3.     | Fussball      | 3    | 0 | 0 | 3 | 3:12  | 0    |
| 4.     | Americano     | 2    | 0 | 0 | 2 | 0:11  | 0    |
| 5.     | São José      | 2    | 0 | 0 | 2 | 0:15  | 0    |

### Kampioen
| Campeonato Citadino de Porto Alegre de 1917 |
| ------------------------------------------- |
| INTERNACIONAL 5º Titel                      |